# Route départementale 31 (Alpes-de-Haute-Provence)
Pour les articles homonymes, voir Route départementale 31.
La route départementale 31, abrégée en RD 31 ou D 31, est une des Routes des Alpes-de-Haute-Provence, qui relie Céreste à Céreste.

## Tracé de Céreste à Céreste
- Céreste